# Edward William Exshaw
William Edgar Exshaw (født 15. februar 1866 i Arcachon, død 16. marts 1927 i Valencia) var en britisk sejler, som deltog i OL 1900 i Paris.

## Sejlsport
Exshaw var en ivrig sejlsportsmand, som ejede adskillige både, og han stillede op i Olle ved OL 1900. Han var bosiddende i Frankrig og stillede op for dette land; hans to gaster, Frédéric Blanchy og Jacques de Lavasseur var franske. Ved legene var der en række klasser, og Olle hørte til 2-3 tons-klassen, hvor der blev afholdt to konkurrencer. Desuden skulle alle både på tværs af klasser deltage i et åben klasse-løb, der blev afholdt inden de øvrige konkurrencer. I åben klasse var der mindst 49 deltagere, men på konkurrencedagen var der nærmest ingen vind, så blot syv af bådene nåede i mål inden for tidsgrænsen. Olle var ikke blandt disse.
Bedre gik det i 2-3 tons-klassen, hvis første løb blev afholdt to dage efter det åbne løb. Der var blot fire både i klassen, alle fra Frankrig, og først i mål kom Favorite, mens Olle blev nummer to. Bådene blev imidlertid tildelt et "handicap-tillæg", og her var Olles tillæg meget mindre end de øvrige både, så Exshaw og Olle blev dermed kåret som vinder foran Favorite og Gwendoline. Andet løb i klassen havde deltagelse af de samme både, og her kom Olle først og efter indregnet handicap-tillæg vandt den med over seks minutter foran Favorite, mens Mignon her blev nummer tre. Dermed sikrede Exshaw og hans besætning sig to olympiske mesterskaber.

## Øvrige karriere
Exshaw var ganske vist britisk statsborger, men boede i Arcachon i Gironde i Sydvestfrankrig, hvor han varetog sin families brandydestillerier. Han var en prominent figur i det lokale samfund, hvor han blandt andet var byens mester i opdræt af otterhounds i adskillige år.
Han var også jordbesidder i Storbritannien og ejede således større arealer i Skotland. Han var løjtnant i Duke of Wellington's Regiment. Han var en meget rig mand, hvis formue ikke blev mindre, da han giftede sig datteren af den skotsk-canadiske jernbanemagnat Sandford Flemings datter. Han døde på et krydstogt på en af sine både nær den spanske kyst i Middelhavet.